# Veronika (Lied)
Veronika ist ein slowenischsprachiger Popsong, der von Raiven interpretiert wurde. Mit dem Titel vertrat sie Slowenien beim Eurovision Song Contest 2024 in Malmö.

## Hintergrund
Bereits im Dezember 2023 kündigte der slowenische Rundfunk Radiotelevizija Slovenija an, dass Raiven das Land beim kommenden Eurovision Song Contest mit dem Titel „Veronika“ vertreten werde, ohne jedoch genauere Details zu nennen. Raiven nahm bereits in den Jahren 2016, 2017 und 2019 an der slowenischen Vorentscheidung teil, ohne sie gewonnen zu haben.
Raiven schrieb den Text gemeinsam mit Bojan Cvjetićanin. Beide komponierten die Musik mit Danilo Kapel, Martin Bezjak und Peter Khoo. Die Produktion wurde von Kabel, Khoo und Bezjak geführt, letzterer mischte den Titel ab und war auch für das Mastering verantwortlich.
Der Titel sei ohne den Eurovision Song Contest im Hinterkopf geschrieben worden und die Zusammenarbeit mit Cvjetićanin spontan erfolgt. Veronika sei bewusst als dramatische Ballade geschrieben worden, um die Thematik des Liedes möglichst gut einzufangen. Die Produktion habe bereits im Sommer des Vorjahres angefangen. Eine erste Version entstand bei Raiven zuhause. Dann bearbeitete sie gemeinsam mit ihrem Produzenten Bezjak, der in London ansässig war, mittels Zoom den Titel, bis dieser nach mehreren Demoversionen vorerst beiseite gelegt wurde. Nach einem Monat wurde der Titel mit einem Team aus weiteren Songwritern fertiggestellt. Laut der Sängerin existieren zum Lied mehrere Texte. Man habe es jedoch vermeiden wollen, dass der Titel eine biografische Abhandlung der im Titel behandelten Person darstellte.

## Inhaltliches
Das Arrangement des Titels enthält starke Perkussionselemente und wird in der ersten Strophe durch Synthesizer und in der zweiten Strophe durch Streicher begleitet. Die Dynamik steigert sich im Laufe des Titels. Der Refrain wird zweimal wiederholt, gefolgt von der Bridge, die zugleich den Schluss bildet. Mit den Zeilen „Jaz sem / Ti si / Veronika“ (deutsch Ich bin / du bist / Veronika) auch erstmals der titelgebende Name Veronika zu hören.
Der slowenischsprachige Text handelt von der historischen Person Veronika Deseniška, welche der Hexerei beschuldigt wurde und nachher ertränkt wurde. Laut Raiven beginne das Lied mit Veronikas Ende und der Vorstellung, dass Veronika wiedergeboren werden könnte, um die Dinge selbst in die Hand zu nehmen. Sie sei ein Symbol für alle anderen Menschen, die für etwas beschuldigt wurden.

## Veröffentlichung
Der Titel wurde am 21. Januar mitsamt eines Musikvideos veröffentlicht, welches unter der Regie von Lukas Zuschlag und Tjaša Barbo entstand. Auf der EP „Sirene, Pt. 1“ wurde der Titel mit vier anderen Liedern veröffentlicht, die weitere Frauen aus der Sagen- oder Unterhaltungswelt thematisieren.

## Kontroverse um Auswahl der Künstlerin und Lied
Kurz nach der Bekanntgabe des Titels kam es zu Vermutungen über Unstimmigkeiten im Auswahlprozess, was den Rücktritt von Vanja Vardjan, Unterhaltungschef von RTV Slovenija, zur Folge hatte. Hintergrund ist ein Bericht, welcher Anfang Januar 2024 der Kommission zur Korruptionsbekämpfung (Komisija za preprečevanje korupcije) zugesandt wurde. Laut diesem sei in einer im Oktober ausgesandten Einladung an Künstler zur Bewerbung für eine im Januar 2024 stattfindende Vorentscheidung im Fernsehen aufgerufen worden. Eventuelle Wettbewerbstitel sollten bis zum 11. Dezember veröffentlicht werden. Dazu kam es jedoch nie, da bereits am 5. Dezember bekanntgegeben worden sei, dass der Künstler ausgewählt sei. Dies wurde von Vardjan damit begründet, dass Raiven nach Auswertung aller Bewerbungen der mit Abstand beste Act gewesen sei, weshalb man eine Auswahl von mehreren Teilnehmern gar nicht erst in Betracht gezogen hatte.
Weiterhin sei der Titel von einer slowenischen Jury ausgewählt worden und nicht – wie ursprünglich angekündigt – von einer internationalen Jury. Raiven selbst erklärte, dass sie vom Rundfunk eingeladen wurde und sich nicht beworben hatte. Laut der Bewerberin und ehemaligen Teilnehmerin von EMA Freš, Astrid Kljun, sei sie nicht über die Auswahl Raivens informiert worden und hatte mit einer Entscheidung für vier Titel bis zum 12. Dezember gerechnet.
N1 berichtete Ende Januar, dass der Beitrag tatsächlich von einer gemischten Jury, u. a. bestehend aus Ana Đurić, ausgewählt wurde. Von fünf Kandidaten habe Raiven 11 von 20 Punkte erreicht, wobei die Namen der anderen Teilnehmer nicht genannt wurden.

## Beim Eurovision Song Contest
Mit dem Titel qualifizierte sich Slowenien auf dem neunten Startplatz des ersten Halbfinales des Eurovision Song Contest 2024, das am 7. Mai 2024 stattfand. Dabei erreichte das Lied mit 51 Punkten den 9. Platz. Im Finale trat das Land auf dem 22. Startplatz an und erreichte den 23. Platz mit 27 Punkten. Davon entfielen 15 Punkte auf die Jurys, wo der Titel auf dem 22. Platz lag, und 12 Punkte auf die Zuschauer, wo er den 21. Platz belegte.